# Rio Verde (Arizona)
Rio Verde ist ein Census-designated place im Maricopa County im US-Bundesstaat Arizona. Das U.S. Census Bureau hat bei der Volkszählung 2020 eine Einwohnerzahl von 2.210 ermittelt. 
Rio Verde hat eine Fläche von 14 km². Die Bevölkerungsdichte beträgt 158 Einwohnern pro km². Die Koordinaten sind 33°43'20" Nord, 111°40'36" West.